# Social Science Japan Journal
『Social Science Japan Journal』（ISSN:1369-1465）は、オックスフォード大学出版局が年2回定期刊行する国際査読ジャーナルの1つであり、現代日本に関する社会科学的研究をテーマとする学術雑誌である。
東京大学社会科学研究所の編集委員会が編集を担当し、世界各国の社会科学者たちによる国際顧問委員会がそのサポートを務める。過去の著名な執筆者としては、ブルース・カミングス（シカゴ大学教授）、アンドルー・ゴードン（ハーバード大学教授）など。